# Galerie Na bidýlku
Galerie Na bidýlku byla soukromá výstavní galerie působící v letech 1986–2008 v Brně. Sídlila ve dvou místnostech podkroví pavlačového domu na adrese Václavská 14/16. Založil ji sběratel a kurátor Karel Tutsch, který kolem ní vytvořil aktivní uměleckou komunitu. Navzdory skromným prostorovým podmínkám se galerie postupně stala důležitou součástí české výtvarné scény.
Vedle hlavního prostoru v podkroví byly některé výstavy v počátečním období realizovány také v Kulturním domě Družba (Makovského nám. 3) nebo ve Vysokoškolském klubu na adrese Gorkého 43. V letech 1990–1991 Tutsch využíval rovněž průmyslový objekt na ulici Skořepka č. p. 3.
Během více než dvacetileté existence galerie uspořádala celkem 169 samostatných výstav a 6 výstav v prostoru na Skořepce, přičemž představila díla více než 175 autorů. Vzniklo zde 14 skupinových a tematických výstav, 27 výstav zahraničních umělců a 7 výstav slovenských autorů (před rokem 1993). Výrazný prostor zde získaly i ženské autorky (21 výstav, včetně ironicky koncipované výstavy Desetkrát žena v roce 1997, na které žádné ženy nevystavovaly). Galerie poskytla první samostatnou výstavní příležitost například Jiřímu Kovandovi, Jiřímu Petrbokovi, Jánu Mančuškovi nebo Evě Koťátkové. Uskutečnila se zde také první prezentace tvorby Jiří Georg Dokoupil v Československu.
Specifikem galerie byla realizace autorských katalogů formou ručně kreslených a někdy kolorovaných reprodukcí v měřítku 1:1 na pauzovacím papíře. Tyto katalogy bývaly podepsány a doplněny o originální kresby, a získaly si sběratelskou oblibu.
Galerie několikrát prezentovala tvorbu jednotlivých autorů v širším rozsahu – např. Jiří Kovanda zde měl 12 samostatných výstav a byl dvakrát zastoupen na skupinových výstavách; Jiří Petrbok měl 7 samostatných výstav a 3 účasti ve skupinových projektech.